# Église Sainte-Madeleine de Contis
Pour les articles homonymes, voir Église Sainte-Madeleine.
L'église sainte Madeleine est un lieu de culte catholique situé sur la station balnéaire de Contis, dans le département français des Landes. Sa construction date de 1954.

## Présentation
Deux chapelles ont préexisté à l'édifice actuel, qui date de 1954. Monseigneur Saint Germain consacre lors de la messe inaugurale le nouvel autel, fait à partir d’une meule de moulin, en présence du marquis de Lur-Saluce et du maire de Saint-Julien-en-Born.

### Historique
Notre Dame de Contis était autrefois très vénérée des populations du Born, particulièrement le 8 septembre, dans la chapelle primitive Sainte-Madeleine de Contis qui dominait l'étang de Lit et de Saint-Julien, au quartier qui porte son nom, à 2 kilomètres de la mer. Dans les années 1850, cette chapelle nécessite de grandes réparations et le service n'est plus assuré. La statue en bois de la Vierge qu'elle renferme datant du XVIe siècle est transférée dans l'église d'Uza par les soins des marquis de Lur-Saluces, propriétaires de chapelle de Contis et bâtisseurs de l'église Saint-Louis d'Uza. Cette chapelle primitive est finalement détruite en 1855.
La chapelle suivante célèbre son premier office en 1869, avant d'être démolie en 1942 par l'armée d'occupation allemande.

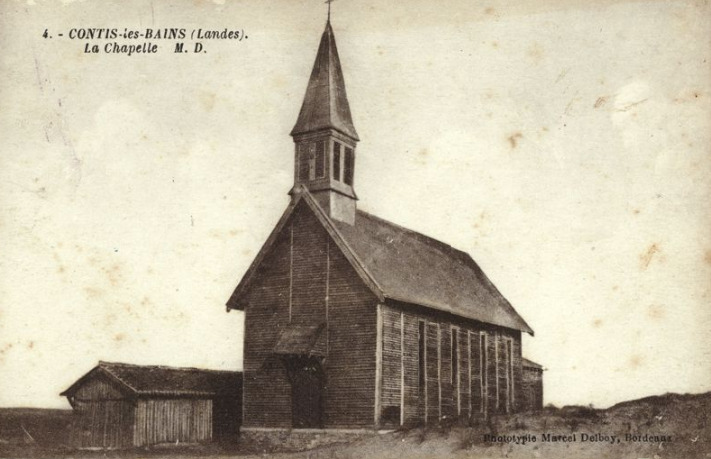
Ancienne chapelle en bois de Contis (1869-1942)
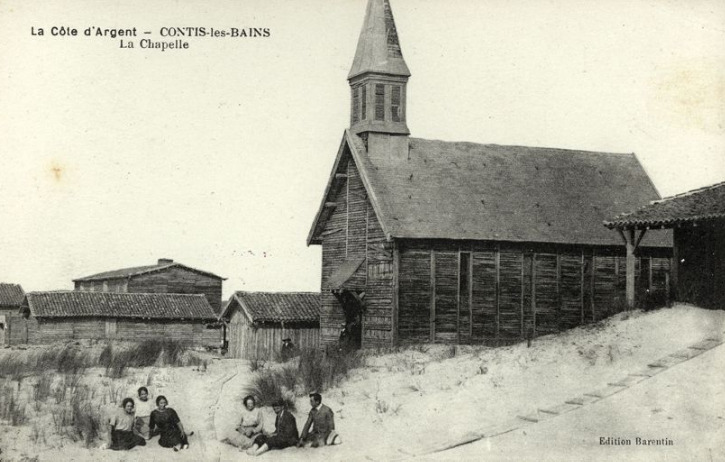

### Ornements
La statue originelle de Notre-Dame de Contis se trouve aujourd'hui dans l'église Saint-Louis d'Uza. Une reproduction en cire a été réalisée par un ancien gardien du phare de Contis, Daniel Maurice. La niche en fer forgé dans laquelle elle se trouve est l'œuvre de Gérard Sourgens.

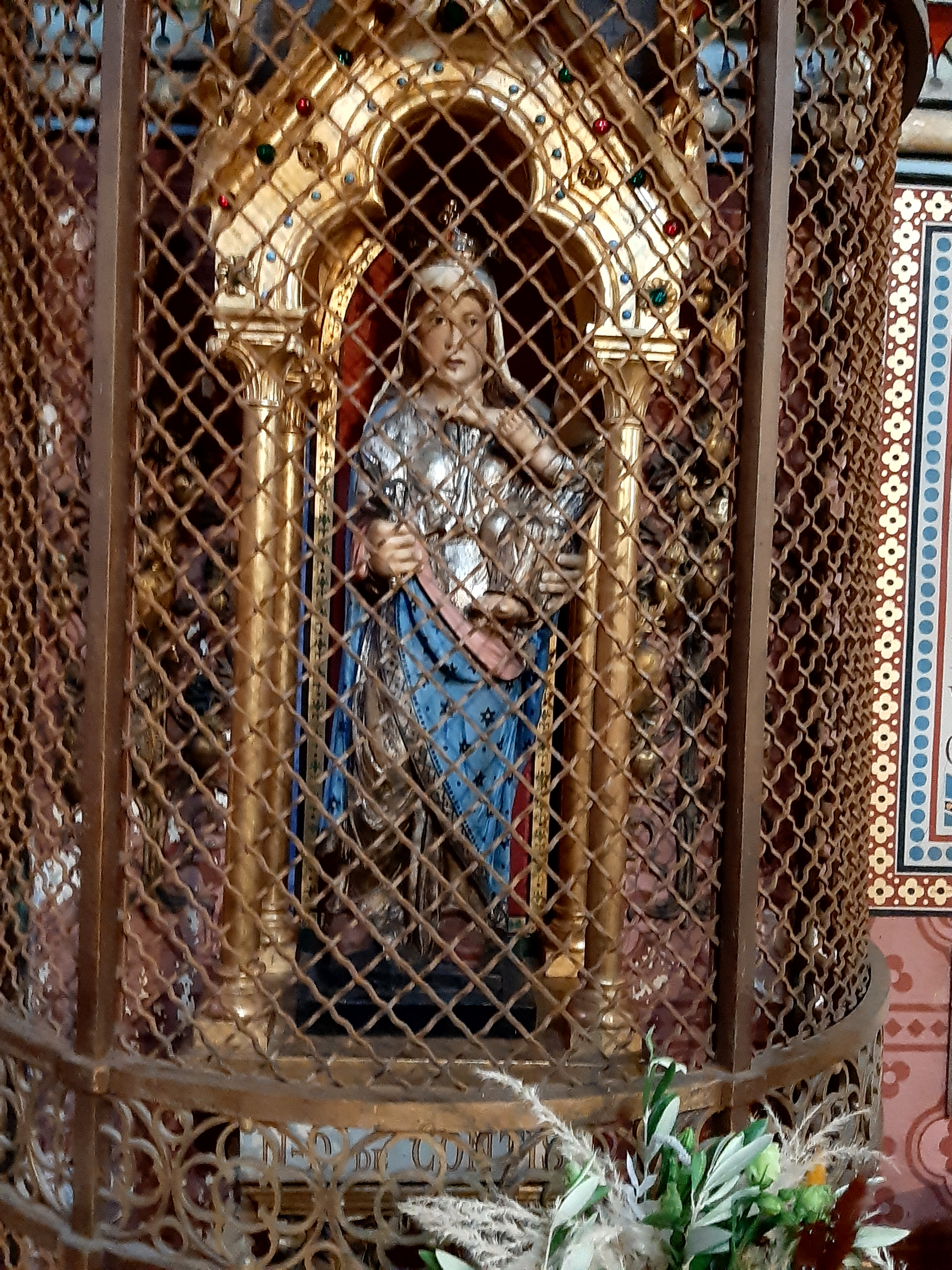
Statue Notre-Dame de Contis dans l'église Saint-Louis d'Uza
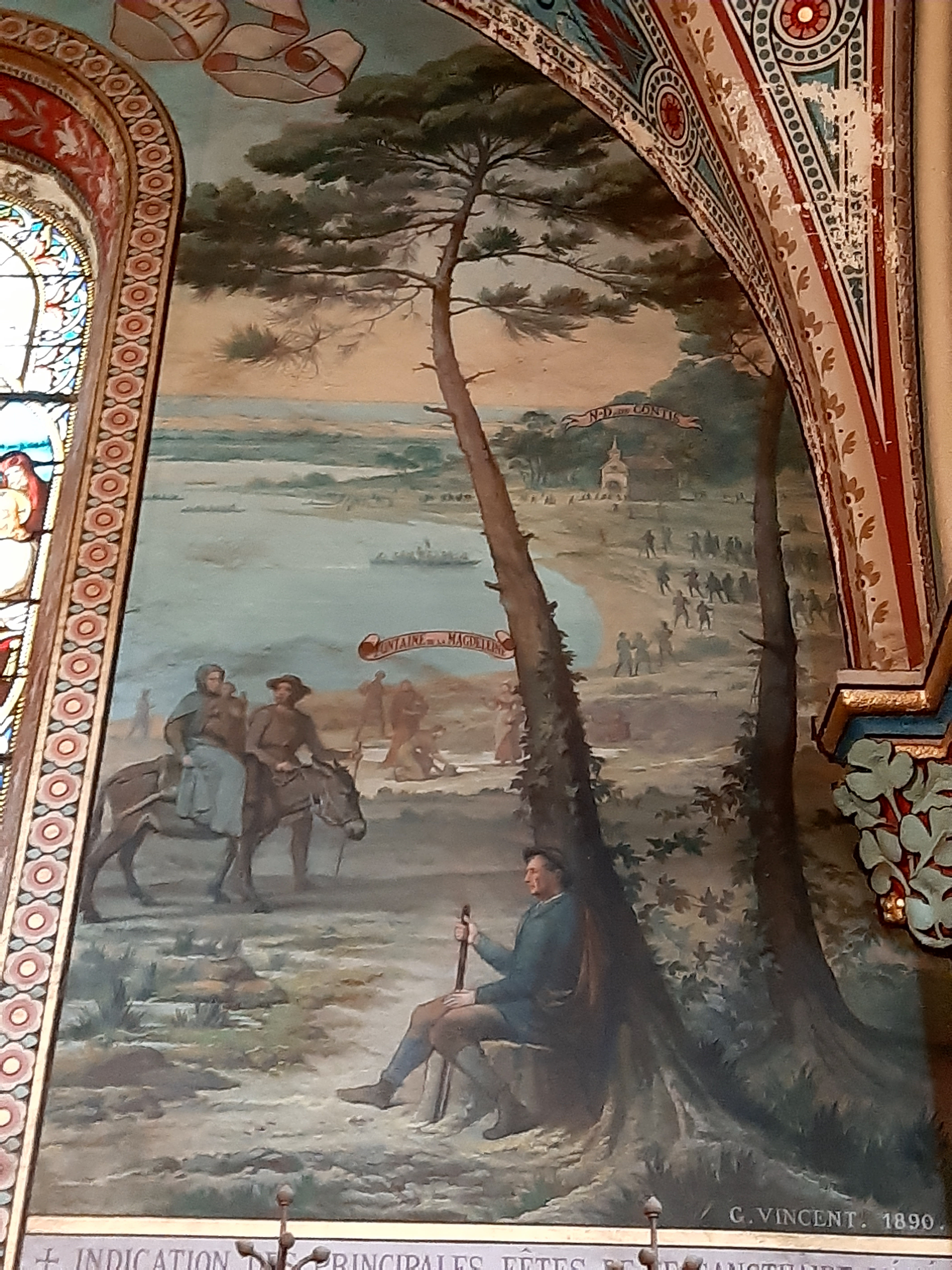
Fresque de la chapelle sud de l'église Saint-Louis d'Uza, représentant la chapelle primitive de Contis

### Plaque commémorative
En façade de la chapelle

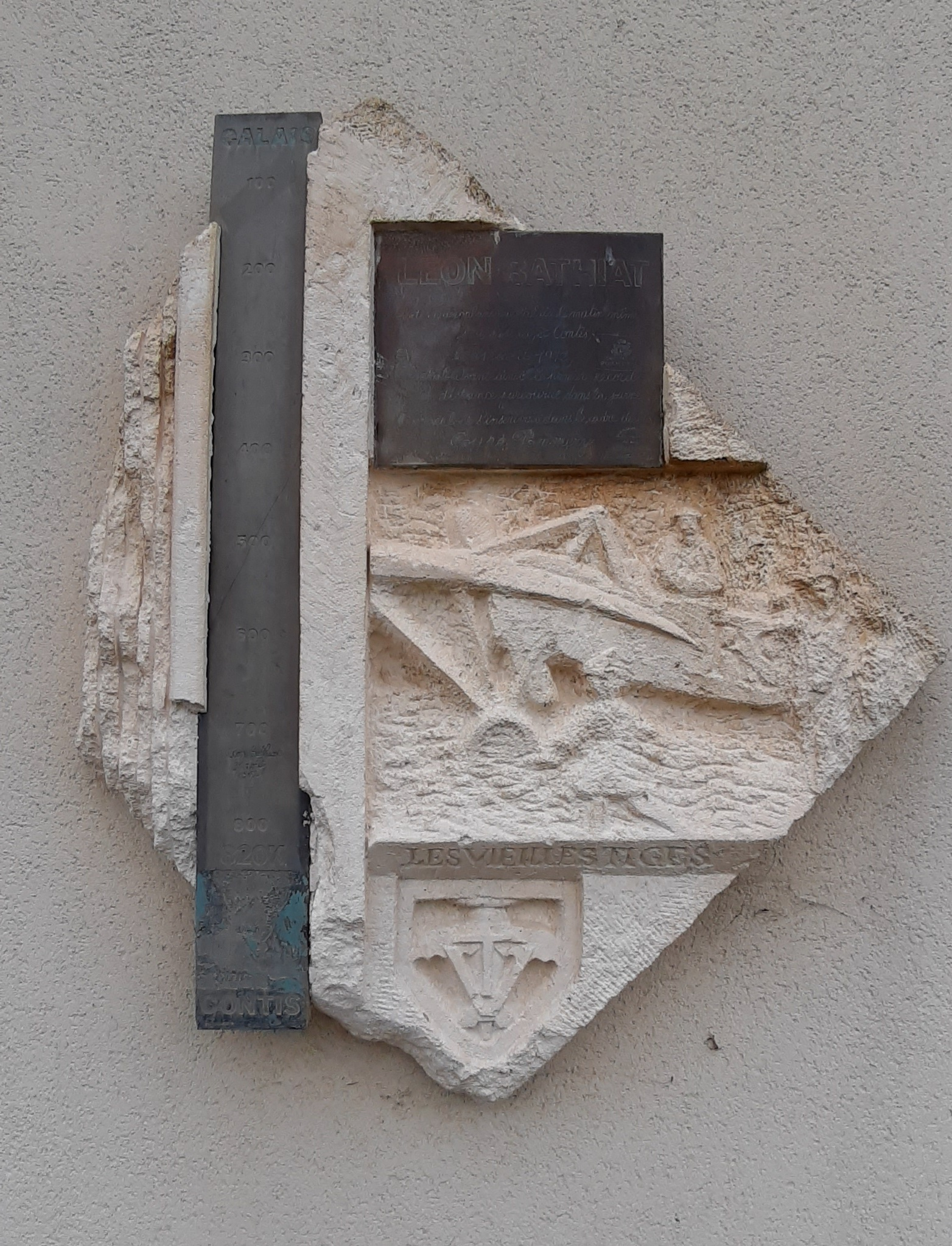
Plaque commémorant le record établi le 31 août 1912 par l'aviateur Léon Bathiat de la plus grande distance parcourue dans la journée dans le cadre de la coupe Pommery.
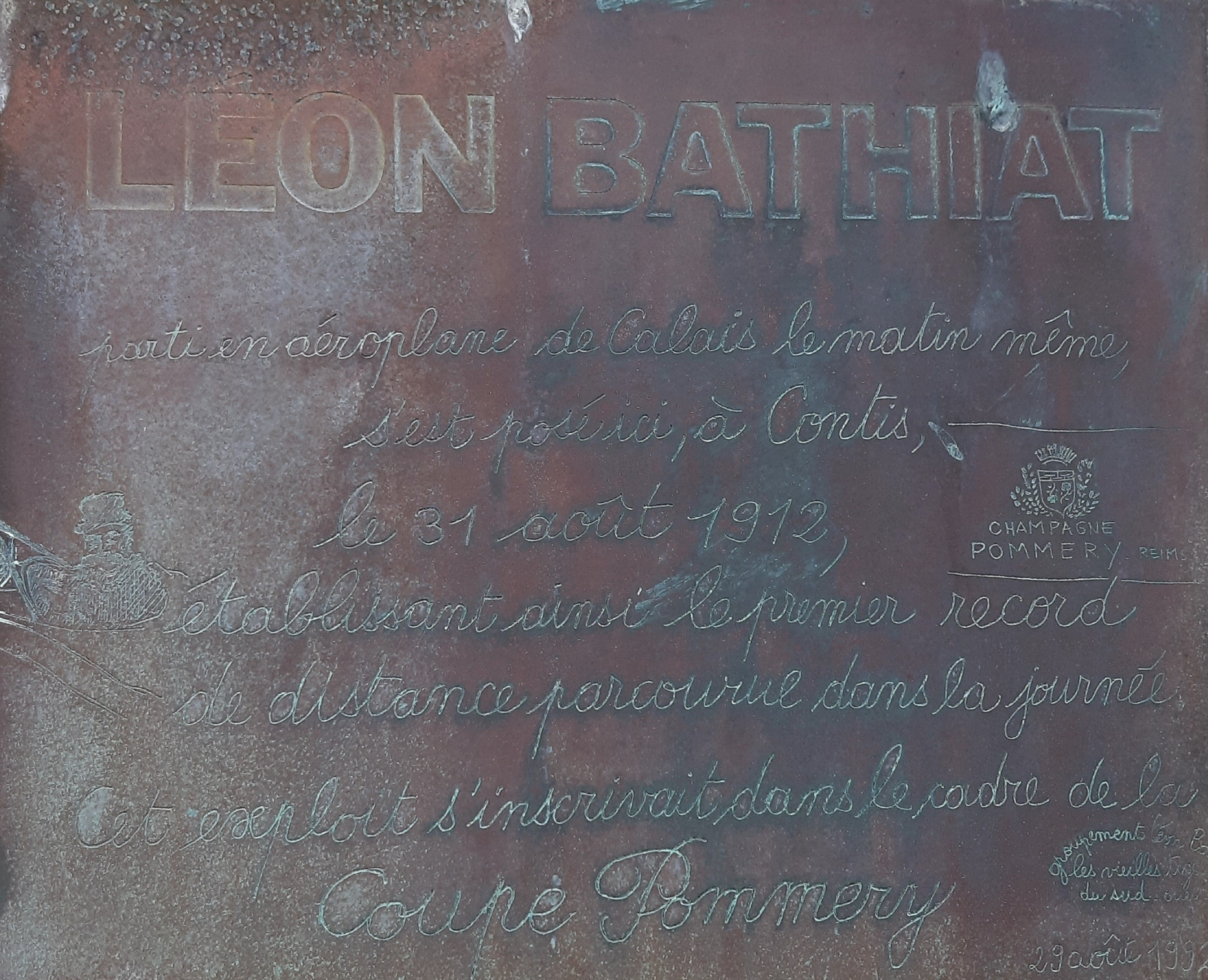
Détail du texte.